# Bokówka (pomieszczenie)
Bokówka – boczna izdebka wydzielona przepierzeniem z większej izby. W  polskim dworze szlacheckim przeznaczona dla dzieci i służby. Forma upowszechniła się w XVIII w. w budownictwie dworów wiejskich.